# Give It All
Give It All er en single af Rise Against spillet og udgivet i 2004 på albummet Siren Song of the Counter Culture.
| Musik | Spire Denne musikartikel er en spire som bør udbygges. Du er velkommen til at hjælpe Wikipedia ved at udvide den. |